# Epiplatys
Genre
Le genre Epiplatys regroupe plusieurs espèces de poissons africains de la famille des Nothobranchiidae et généralement très colorés.

## Liste des espèces
- Epiplatys annulatus - (Boulenger, 1915)
- Epiplatys ansorgii - (Boulenger, 1911)
- Epiplatys azureus - Berkenkamp et Etzel, 1983
- Epiplatys barmoiensis - Scheel, 1968
- Epiplatys berkenkampi - Neumann, 1978
- Epiplatys biafranus - Radda, 1970
- Epiplatys bifasciatus - (Steindachner, 1881)
- Epiplatys chaperi - (Sauvage, 1882)
- Epiplatys chaperi - chaperi (Sauvage, 1882)
- Epiplatys chaperi - sheljzhkoi Poll, 1953
- Epiplatys chevalieri - (Pellegrin, 1904)
- Epiplatys coccinatus - Berkenkamp et Etzel, 1982
- Epiplatys dageti - Poll, 1953 - Epiplatys rayé
- Epiplatys esekanus - Scheel, 1968
- Epiplatys etzeli - Berkenkamp, 1975
- Epiplatys fasciolatus - (Günther, 1866)
- Epiplatys grahami - (Boulenger, 1911)
- Epiplatys guineensis - Romand, 1994
- Epiplatys hildegardae - Berkenkamp, 1978
- Epiplatys huberi - (Radda et Pürzl, 1981)
- Epiplatys josianae - Berkenkamp et Etzel, 1983
- Epiplatys lamottei - Daget, 1954
- Epiplatys longiventralis - (Boulenger, 1911)
- Epiplatys mesogramma - Huber, 1980
- Epiplatys multifasciatus - (Boulenger, 1913)
- Epiplatys neumanni - Berkenkamp, 1993
- Epiplatys njalaensis - Neumann, 1976
- Epiplatys olbrechtsi - Poll, 1941
- Epiplatys phoeniceps - Huber, 1980
- Epiplatys roloffi - Romand, 1978
- Epiplatys ruhkopfi - Berkenkamp et Etzel, 1980
- Epiplatys sangmelinensis - (Ahl, 1928)
- Epiplatys sexfasciatus - Gill, 1862
- Epiplatys singa - (Boulenger, 1899)
- Epiplatys spilargyreius - (Duméril, 1861)
- Epiplatys zenkeri - (Ahl, 1928)